# Cape Flannery
Cape Flannery är en udde i Sydgeorgien och Sydsandwichöarna (Storbritannien). Den ligger i den sydöstra delen av Sydgeorgien och Sydsandwichöarna.
Terrängen inåt land är kuperad åt nordväst, men österut är den bergig.  Trakten runt Cape Flannery är nära nog obefolkad, med mindre än två invånare per kvadratkilometer. Det finns inga samhällen i närheten. Trakten runt Cape Flannery är permanent täckt av is och snö.